# César Garin
Claude César Garin (* 16. Dezember 1879 in Arvier; † 27. März 1951 in Paris) war ein italienisch-französischer Radrennfahrer.

## Sportliche Laufbahn
Garin war im Straßenradsport aktiv. Von 1899 bis 1908 war er Berufsfahrer. 1904 wurde er bei Paris–Roubaix Zweiter hinter Hippolyte Aucouturier, 1906 kam er auf den 5. Platz. Garin wurde bei einem 24-Stunden-Rennen der Profis, das im Rahmen der Olympischen Sommerspiele 1900 in Paris ausgetragen wurde, Dritter. Dieses Rennen war nicht Teil der olympischen Wettbewerbe.
Die Tour de France 1904 beendete er nicht. Garin wurde ursprünglich als Dritter der Rundfahrt klassiert, später aber disqualifiziert. Er nahm die französische Staatsbürgerschaft an und lebte in Paris.

## Familiäres
Seine Brüder Maurice Garin (der Sieger der ersten Tour de France 1903) und Ambroise Garin waren ebenfalls Radrennfahrer.